# Елачич, Франц
Барон Франц Елачич фон Бужим (нем.  Franz Jellačić von Buzim; Франьо Елачич; хорв. Franjo Jelačić; 1746, Петриня, Хорватия — 1810, Залаапати, Венгрия) — австрийский полководец хорватского происхождения из рода Елачичей, активный участник Наполеоновских войн, в ходе которых неоднократно командовал крупными самостоятельными соединениями, однако далеко не всегда успешно.
В дореволюционных русских текстах фамилия генерала иногда пишется, как Иелачич.

## Биография
Представитель дворянства королевства Хорватия в составе монархии Габсбургов, Елачич выбрал военную карьеру и в 1763 году записался в полк граничаров. Несмотря на благородное происхождение, его карьера продвигалась не быстро — капитаном (командир роты) он стал в 1772 году, майором (командир батальона) — в 1783. Начавшаяся Австро-турецкая война (1787—1791), в ходе которой Австрия поддерживала Россию, также воевавшую в то время с Турцией, способствовала ускоренному продвижению Елачича по службе. К 1794 году он был полковником (командир полка), продолжая служить на границах Австрийской империи.
Когда после Французской революции австрийская армия была направлена к границам Франции, Елачич получил наконец возможность отличиться при форсировании Рейна, в сражении при Вюрцбурге и в других местах, в 1797 году стал генерал-майором.
Звёздным часом Елачича стало сражение при Фельдкирхе 23 марта 1799 года, когда он во главе пяти с половиной тысяч солдат одержал победу над 12 000 французов, разбив генерала Массену. За эту победу Елачич получил чин фельдмаршал-лейтенанта, баронский титул и крест рыцаря ордена Марии-Терезии.
В 1801 году у Елачича и его жены Анны-Марии Портнер фон Хёфляйн родился сын, Йосип Елачич (Иосиф Елачич-де-Бужим), будущий бан и национальный герой Хорватии.
В 1805 году, когда Австрия вступила в войну с Наполеоном, Елачич получил под своё командование 15 000 человек. Однако вскоре, после ряда боёв, главные силы австрийцев, под командованием фельдмаршал-лейтенанта Мака, были заперты в Ульме и там капитулировали.
После этого, четыре других корпуса австрийской армии, один из них — под командованием Елачича, вынуждены были отступать по одному, тогда как французы преследовали их. В погоню за Елачичем был брошен 12-тысячный корпус маршала Ожеро. Ожеро настиг Елачича в Дорнбирне, южнее Боденского озера. Там главные силы корпуса Елачича во главе с ним самим подписали капитуляцию и выбыли из участия в войне.
Несмотря на это, в 1809 году Елачич снова был назначен командовать корпусом. В сражении при Санкт-Михаэле корпус Елачича был разбит французским корпусом генерала Гренье. Войска Елачича отошли на соединение с эрцгерцогом Иоанном, были вместе с ним разбиты Евгением Богарне в Битве при Раабе и не смогли прийти на помощь австрийской армии в битве при Ваграме.
В следующем году фельдмаршал-лейтенант Елачич скончался в венгерской местности Зала.